# ایبو آدامز
ایبو آدامز (انگلیسی: Ebou Adams؛ زادهٔ ۱۵ ژانویهٔ ۱۹۹۶) بازیکن فوتبال اهل گامبیا است.
از باشگاه‌هایی که در آن بازی کرده‌است می‌توان به باشگاه فوتبال فارست گرین راورز و باشگاه فوتبال شروزبری تاون اشاره کرد.
وی همچنین در تیم ملی فوتبال گامبیا بازی کرده‌است.